# Las hijas del Zebedeo
Las hijas del Zebedeo es una zarzuela cómica en dos actos con música de Ruperto Chapí y libreto de José Estremera. Se estrenó el 9 de julio de 1889 en el Teatro Maravillas de Madrid. A esta obra pertenece la célebre romanza Al pensar en el dueño de mis amores.

## Personajes
| Personaje                                                            | Tesitura        | Reparto del estreno, 9 de julio de 1889 |
| -------------------------------------------------------------------- | --------------- | --------------------------------------- |
| Luisa, empleada en una sastrería, novia de Arturo                    | soprano         | Julia Segovia                           |
| Regina, empleada en la sastrería de su tío, hija ilegítima de Felipe | soprano         | Srta. Ruiz                              |
| Tomasa, esposa de Felipe                                             | actriz cantante | Srta. Sabater                           |
| Arturo, hijo de Felipe y Tomasa                                      | barítono        | José Sigler                             |
| Felipe, dueño del merendero "El Zebedeo"                             | actor cantante  | Sr. Castro                              |
| Polissón, dueño de la sastrería                                      | actor cantante  | Servando Cerbón                         |
| Gregorio, empleado de Felipe y Tomasa                                | actor cantante  | Sr. Campos                              |